# Radio Mogadiscio
Radio Mogadiscio (in somalo: Radio Muqdisho), è l'ente radiofonico pubblico nonché stazione radiofonica nazionale della Somalia. Trasmette da Mogadiscio in somalo, in inglese e in italiano.

## Storia

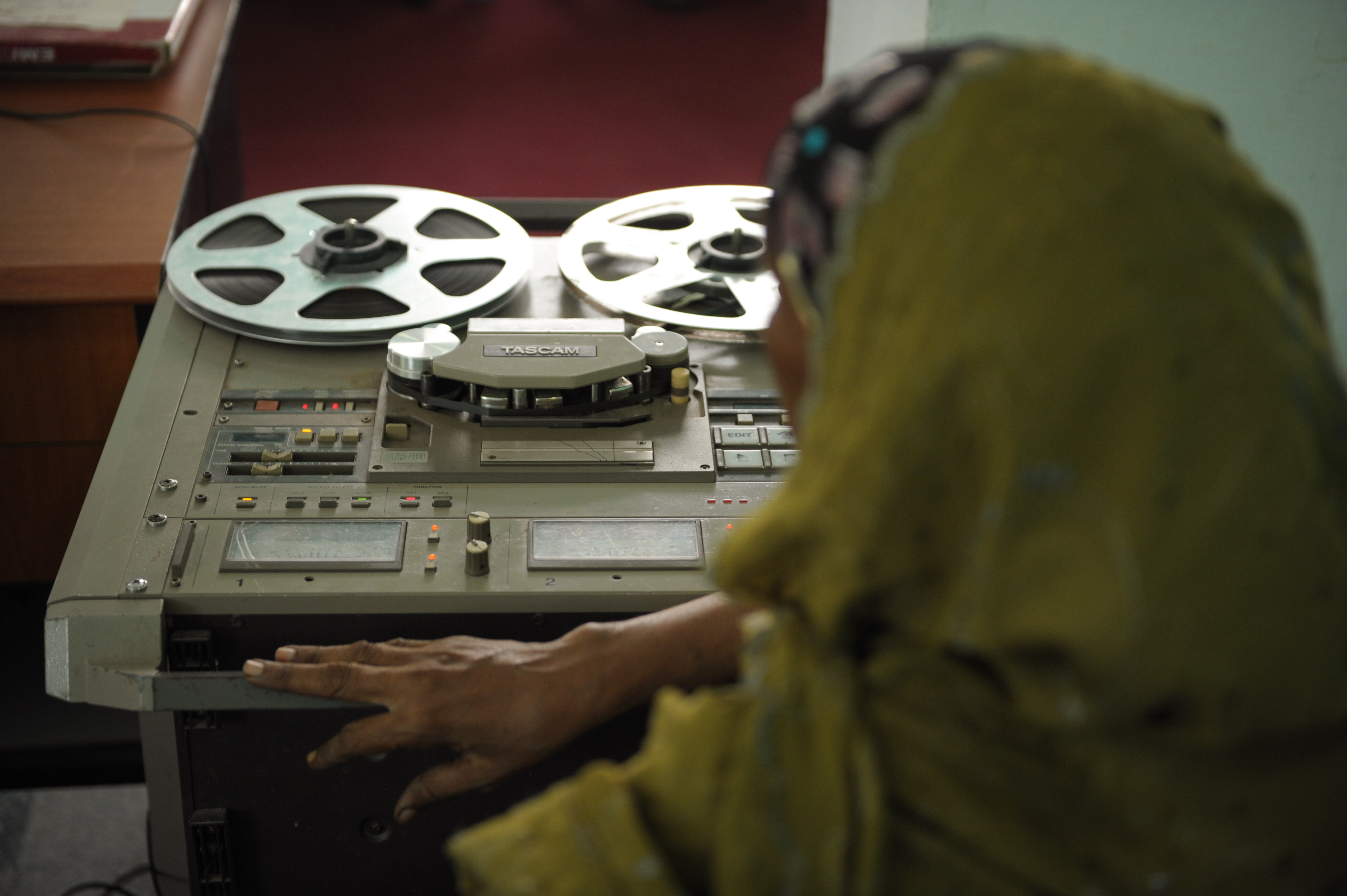
Uno dei dipendenti mentre utilizza una macchina utilizzata per convertire le registrazioni analogiche dell'archivio in file digitali nel 2013

Fondata nel 1951, durante il periodo di amministrazione fiduciaria italiana, fu la prima (e per decenni l'unica) emittente del Paese..
Con l'indipendenza, nel 1960, grazie al sostegno tecnico sovietico, potenziò molto la sua operatività e iniziò a trasmettere anche in oromico e in amarico.
Cessate le trasmissioni nel 1991 a causa della guerra civile, riprese la sua operatività nei primi anni duemila. Dopo la riapertura ha subito notevoli difficoltà operative a causa delle minacce rivolte ai suoi giornalisti ed operatori (fino al 2011 la sede dell'emittente era presidiata costantemente da militari).
Nell'ottobre 2021 il Ministero dell'Informazione somalo rese noto che sarebbero tornati ad essere mandati in onda programmi in italiano grazie ad un accordo con l'ambasciata italiana di Mogadiscio..
Il 1º gennaio 2022 sono iniziate le trasmissioni in lingua italiana, tutti i giorni dalle 14,30 alle 15,00 con un breve notiziario, un programma musicale e varie rubriche.

## Programmi
Le trasmissioni, mandate in onda da Mogadiscio, comprendono spazi informativi, musica ed approfondimenti.

## Servizi

### Televisione
| Nome             | Sede       | Тipo        | Lancio | Lingua                    |
| ---------------- | ---------- | ----------- | ------ | ------------------------- |
| Radio Mogadiscio | Mogadiscio | generalista | 1951   | somalo, inglese, italiano |

## Ricezione

### Terrestre
Radio Mogadiscio trasmette in AM e in FM.

### Satellite[8]
| Satellite          | Thaicom 6        |
| Posizione orbitale | 78.5° E          |
| Canali             | Radio Mogadiscio |
| Frequenza          | 4053 H           |
| SR                 | 21666            |
| FEC                | 3/4              |
| Modulazione        |                  |

### Streaming
Radio Mogadiscio in streaming